# Шикінью Конді
Франсішку Керіол Конді Жуніор (порт. Francisco Queriol Conde Júnior), відоміший під прізвиськом Шикінью Конді (порт. Chiquinho Conde, нар. 22 листопада 1965, Бейра) — мозамбіцький футболіст, що грав на позиції нападника. По завершенні ігрової кар'єри — тренер. З 2021 року очолює тренерський штаб національної збірної Мозамбіку. Відомий за виступами насамперед у португальських клубах, зокрема «Белененсеш» та «Спортінг», клубах Франції та США, а також у складі національної збірної Мозамбіку, у складі якої був учасником трьох фінальних турнірів Кубка африканських націй. Володар Кубка Португалії та Суперкубка Португалії.

## Клубна кар'єра
Шикінью Конді народився в місті Бейра, та розпочав виступи в дорослому футболі в 1985 році у складі команди «Машакене», в якій грав до 1987 року. У цьому ж році Шикінью отримав запрошення від португальського клубу «Белененсеш», та грав у клубі з Лісабона до 1991 року, ставши у складі «Белененсеша» одним із основних гравців атакувальної ланки команди. У 1991 році мозамбіцький форвард перейшов до складу клубу «Брага», в якому провів один сезон. У 1992 році футболіст перейшов до складу іншої португальської команди «Віторія» (Сетубал), у якій грав до 1994 року.
У 1994 році Шикінью уклав контракт з клубом «Спортінг», у складі якого грав до кінця 1995 року. Хоча в одному з грандів португальського футболу він не зумів стати таким же основним гравцем атакуючої ланки, як у інших португальських командах, проте в складі лісабонського клубу мозамбіцький футболіст став володарем Кубка Португалії та Суперкубка Португалії. У 1996 році Шикінью знову грав у складі «Белененсеша», а в 1996—1997 роках у складі «Віторії» (Сетубал).
На початку 1997 року мозамбіцький форвард став гравцем клубу МЛС «Нью-Інгленд Революшн», а в другій половині року грав у складі іншої команди МЛС «Тампа-Бей М'ютіні». На початку 1998 року футболіст втретє за кар'єру став гравцем «Віторії», в якій грав до 2000 року, після чого до 2001 року грав у складі іншого португальського клубу «Алверка», а протягом 2001—2002 року грав у складі іншого португальського клубу «Портімоненсі». У 2002—2003 роках Шикінью знаходився у складі французького клубу «Кретей», далі до 2004 року грав у складі португальських клубів «Імортал» і «Монтіжу», після чого завершив виступи на футбольних полях.

## Виступи за збірну
У 1985 році Шикінью Конді дебютував у складі національної збірної Мозамбіку. У складі збірної тричі був учасником фінальних турнірів Кубка африканських націй — Кубка африканських націй 1986 року в Єгипті, Кубка африканських націй 1996 року у ПАР, та Кубка африканських націй 1998 року у Буркіна Фасо. У складі збірної грав до 2002 року, загалом протягом кар'єри в національній команді провів у її формі 41 матч, забивши 12 голів.

## Кар'єра тренера
У 2006 році Шикінью Конді розпочав тренерську кар'єру, очоливши тренерський штаб свого колишнього клубу «Машакене», де пропрацював з 2006 по 2008 рік. У 2008 році колишній футболіст очолював інший мозамбіцький клуб «Ліга Деспортіва», а в 2009—2010 роках очолював мозамбіцький клуб «Ферроваріу ді Мапуту». У 2011—2013 роках Шикінью очолював клуб «Віланкулу», а в 2014—2016 роках удруге в кар'єрі очолював свій колишній клуб «Машакене». У 2017—2018 роках колишній форвард очолював мозамбіцький клуб «HCB Сонгу». У 2018—2020 роках Шикінью очолював молодіжну команду португальського клубу «Віторія» (Сетубал). З 2021 року Шикінью Конді очолює тренерський штаб національної збірної Мозамбіку.

## Титули і досягнення
- Володар Кубка Португалії (1):

«Спортінг» (Лісабон): 1995
- Володар Суперкубка Португалії (1):

«Спортінг» (Лісабон): 1995